# ألكر غزل
أُلْكَر غُزَل (بالتركية: Ülker Güzel)‏, (ولد:7 فبراير 1944 في قارْص, تركيا) سياسي تركي. ونائب سابق في البرلمان التركي في دورته (24) ممثلا عن حزب العدالة والتنمية.